# Irene Guest
Irene Guest (n. 22 iulie 1900, Pennsylvania, SUA – d. 14 iunie 1970, Ocean Gate⁠(d), New Jersey, SUA) a fost o înotătoare americană, medaliată olimpică. A participat la o ediție a Jocurilor Olimpice (1920) în care a câștigat două medalii de aur și o medalie de argint.